# Harpa fulvomichaelensis
Harpa fulvomichaelensis is een slakkensoort uit de familie van de Harpidae. De wetenschappelijke naam van de soort is voor het eerst geldig gepubliceerd in 1999 door Orga.